# Halston Sage
Halston Jean Schrage (Los Angeles, 10 de maio de 1993) é uma atriz norte-americana conhecida por seu papel como Lacey Pemberton no filme Cidades de Papel com base no livro de 2008, o romance do mesmo nome por John Green.

## Biografia
Sage nasceu de uma família judaica, em Los Angeles, Califórnia, para Lenny e Tema Schrage, ela tem dois irmãos mais novos, Max e Kate Schrage. Sage é judia.

## Carreira
A Carreira de Sage começou em 2011, quando ela conseguiu o papel de Grace em How to Rock, que foi ao ar em 04 de fevereiro de 2012. Ela apareceu como Brianna em 2012 no filme The First Time. Sage também estrelou em Bucket & Skinner's Epic Adventures. Em 2013, ela apareceu em The Bling Ring, ao lado de Emma Watson, Grown Ups 2, ao lado de Adam Sandler e Chris Rock, e Poker Night com Beau Mirchoff e Ron Perlman. Em março de 2013, Sage foi escalada para o piloto/suspense por Rand Ravich, Crisis para a NBC. Ela teve um papel no filme de 2014 Neighbors, com Zac Efron e Seth Rogen. Ela também deu vida a personagem Lacey Pemberton no filme Cidades de Papel dirigido por Jake Schreier, baseado no romance de John Green.

Em 2017, Halston volta às telonas como Lindsay Edgecombe, a melhor amiga de Sam Kingston, em Antes que eu Vá, baseado no livro de mesmo nome da autora Lauren Oliver
Em 2017 (fica comigo). Ela também apareceu no filme de 2015 Goosebumps: Monstros e Arrepios interpretando a personagem Taylor.

Ela fez uma aparição relâmpago no recente filme da Marvel, Dark Fênix, interpretando a mutante Cristal.
Em 2019, fez o papel de Erin no filme Nosso Último Verão, estreado pela Netflix.

## Filmografia
| Ano  | Título                                 | Personagem       | Notas          |
| ---- | -------------------------------------- | ---------------- | -------------- |
| 2012 | Joan's Day Out                         | Jenna            | Curta-metragem |
| 2012 | The First Time                         | Brianna          |                |
| 2013 | The Bling Ring                         | Amanda           |                |
| 2013 | Grown Ups 2                            | Nancy Arbuckle   |                |
| 2014 | Poker Night                            | Amy              |                |
| 2014 | Neighbors                              | Brooke           |                |
| 2015 | Scout's Guide to the Zombie Apocalypse | Kendall          |                |
| 2015 | Goosebumps (filme)                     | Taylor           |                |
| 2015 | Cidades de Papel                       | Lacey Pemberton  |                |
| 2017 | Before I Fall                          | Lindsay Edgecomb |                |
| 2017 | You Get Me                             | Alison Hewitt    |                |
| 2019 | X-Men Dark Phoenix                     | Cristal          |                |

| Ano           | Título             | Personagem     | Notas                                              |
| ------------- | ------------------ | -------------- | -------------------------------------------------- |
| 2011          | Brilhante Victoria | Sadie          | "Beggin' on Your Knees" (2ª temporada: episódio 1) |
| 2012          | How to Rock        | Grace King     | Elenco principal; 22 episódios                     |
| 2012          | Figure It Out      | Ela mesma      | Integrante do painel (quatro episódios)            |
| 2014          | Crisis             | Amber Fitch    | Elenco Principal                                   |
| 2017-2019     | The Orville        | Alara Kitan    | Elenco Principal (temporadas 1 e 2)                |
| 2019–presente | Prodigal Son       | Ainsley Whitly | Elenco Principal                                   |

| Ano  | Título     | Personagem | Notas       |
| ---- | ---------- | ---------- | ----------- |
| 2022 | The Quarry | Emma       | Voz e Mocap |